# Gabriel Pereira
Gabriel Pereira, vollständiger Name Carlos Gabriel Pereira Medina, (* 25. November 1992 in Paysandú) ist ein uruguayischer Fußballspieler.

## Karriere
Der 1,73 Meter große Mittelfeldakteur Pereira wechselte Anfang Februar 2015 von IA Potencia zum Club Atlético Torque. In der Clausura 2015 bestritt er dort zehn Spiele in der Segunda División. Einen Treffer erzielte er dabei nicht. In der Saison 2016 kam er in vier Partien (kein Tor) der zweithöchsten uruguayischen Spielklasse zum Einsatz.